# 菊地唯夫
菊地 唯夫（きくち ただお、1965年12月4日 - ）は、日本の実業家。ロイヤルホールディングス代表取締役会長。

## 来歴
神奈川県出身。 早稲田大学政治経済学部卒業後、日本債券信用銀行（現あおぞら銀行）に入行。フランス留学（1993年エセック・ビジネススクール大学院大学MBA）、頭取秘書役などを経て、2000年ドイツ証券東京支店に入社、投資銀行本部ディレクターを務める。
2004年、ロイヤルホールディングスに入社、2010年3月同社代表取締役社長、2016年3月代表取締役会長兼CEO（最高経営責任者）、2019年代表取締役会長に就任。京都大学経営管理大学院特別教授。料飲稲門会会長。
2021年7月14日、「週刊文春」電子版は、菊地、モスフードサービス会長の櫻田厚、SRSホールディングス会長の重里欣孝、ジョイフル社長で衆議院議員の穴見陽一など計5人が「まん延防止等重点措置」下の7月8日にモスフードサービスが運営する品川区の和食店で3時間にわたり、酒を伴う会食を行っていたと報じた。5人の行動は「同一グループ2人以内」「利用者の滞在時間は90分以内」とする「まん防」の規定に抵触する。ロイヤルホールディングスは文春の取材に対し「認識が甘かった」と回答した。

## 年表
- 1988年4月： 株式会社日本債券信用銀行(現株式会社あおぞら銀行) 入行
- 1997年6月： 株式会社日本債券信用銀行(現株式会社あおぞら銀行) 秘書室秘書役
- 2000年2月： ドイツ証券会社東京支店 入社
- 2003年4月： ドイツ証券会社東京支店 投資銀行本部ディレクター
- 2004年4月： ロイヤルホールディングス株式会社 執行役員総合企画部長兼法務室長
- 2007年3月： ロイヤルホールディングス株式会社 取締役総合企画部長兼法務部長兼グループマネジメント部長
- 2008年11月： ロイヤルホールディングス株式会社 取締役事業統括本部副本部長(財務・経営計画担当)兼総合企画部長兼法務部長
- 2009年5月： ロイヤルホールディングス株式会社 取締役管理本部長兼総合企画部長兼法務部長
- 2009年10月： ロイヤルホールディングス株式会社 取締役管理本部長
- 2010年3月： ロイヤルホールディングス株式会社 代表取締役社長
- 2016年3月： ロイヤルホールディングス株式会社 代表取締役会長兼CEO

## メディア出演
- BSテレビ東京日経モーニングプラスＦＴ　2021年5月28日